# 平田ネトアントニオマサノリ
平田 ネト アントニオ マサノリ（ひらた ネト アントニオ マサノリ、Hirata Neto Antonio Masanori、1995年11月16日 - ）は、愛知県大府市出身、日本国籍のフットサル選手。日系ブラジル人3世。Fリーグのしながわシティフットサルクラブ所属。フットサル日本代表。ポジションはピヴォ。

## 経歴
1995年に愛知県大府市に生まれた。日系ブラジル人3世である。生後間もなくブラジルに帰国したが、6歳の頃に再び日本に渡って名古屋市緑区で育った。名古屋市立有松中学校と私立弥富高等学校ではサッカー部に所属し、弥富高校を2年で中退すると、2013年に名古屋オーシャンズサテライトに入団した。
2015年には東海1部リーグでベストファイブに入る活躍を見せ、2016年にトップチームに昇格した。2016年11月11日付でブラジルから日本に帰化した。2018年11月にはフットサル日本代表のトレーニングキャンプに初招集された。
2019年8月にはタイ王国バンコクで開催されたAFCフットサルクラブ選手権で優勝した。2019年8月にはリーガ・プラカルド（ポルトガル1部）のADフンダオに期限付き移籍した。ADフンダオはかつてヴァルチーニョが所属していたクラブである。レンタル期間は2年間の予定だったが、2020年初頭以後の新型コロナウイルス感染症の流行もあり、2020年8月に名古屋オーシャンズに復帰した。

## 所属クラブ

### サッカー
- 名古屋市立有松中学校サッカー部
- 弥富高等学校サッカー部

### フットサル
- 2013-2015  名古屋オーシャンズサテライト
- 2016-  名古屋オーシャンズ
  - 2019.8-2020.8  ADフンダオ（期限付き移籍）